# Game Over (Band)
Game Over ist eine italienische Thrash-Metal-Band aus Ferrara, die im Jahr 2008 gegründet wurde.

## Geschichte
Die Band wurde im Sommer/Herbst 2008 gegründet und bestand aus dem Sänger und Bassisten Renato „Reno“ Chiccoli, den Gitarristen Luca „Ziro“ Zironi und Alessandro „Sanso“ Sansone und dem Schlagzeuger Marcello „Med“ Medas. Nachdem im Jahr 2009 ein erstes, selbstbetiteltes Demo sowie eine EP Heavy Damage veröffentlicht und die ersten Konzerte in Italien abgehalten worden waren, unterzeichnete die Band 2011 einen Vertrag bei My Graveyard Productions. Daraufhin begab sich die Band in Simone Mularonis (DGM, Empyrios) Domination Studio, um ihr Debütalbum aufzunehmen. Der Tonträger erschien im Januar 2012 unter dem Namen For Humanity bei My Graveyard Productions. Währenddessen kam Anthony „Vender“ Dantone als neuer Schlagzeuger zur Besetzung. Um das Album zu bewerben, folgten diverse Konzerte in Österreich, den Niederlanden, Belgien und in Deutschland auf dem Headbangers Open Air im Jahr 2013. Im Februar 2014 begab sich die Band in das Domination Studio, um ein neues Album aufzunehmen. Dieses erschien am 23. Juni 2014 bei Scarlet Records.

## Stil
Inhonorus von stormbringer.at beschrieb die Musik auf Burst into the Quiet als schnell gespielten, aggressiven Thrash Metal. In den Liedern erinnere die Band häufig an Gruppen wie Exodus, Testament oder die frühen Metallica.

## Diskografie
- 2009: Game Over (Demo, Eigenveröffentlichung)
- 2009: Heavy Damage (EP, Eigenveröffentlichung)
- 2011: Wave of Terror (Split mit Over Nation, Eigenveröffentlichung)
- 2011: Blasphemic Game (Split mit Blasphemic Forces, Eigenveröffentlichung)
- 2012: For Humanity (Album, My Graveyard Productions)
- 2014: Burst into the Quiet (Album, Scarlet Records)
- 2016: Crimes Against Reality (Album, Scarlet Records)
- 2017: Claiming Supremacy (Album, Scarlet Records)
- 2017: Blessed Are the Heretics (EP, Scarlet Records)